# Opération Tiésaba-Bourgou
Guerre du Mali
Batailles
L'Opération Tiésaba-Bourgou a lieu du 25 mars au 11 avril 2019 pendant la guerre du Mali.

## Prélude
Fin mars 2019, l'armée française estime que la situation est stabilisée dans le Liptako. Elle maintient 500 hommes dans la région mais redéploie une partie de ses forces dans le Gourma, au sud du fleuve Niger.
Après plusieurs mois de combats contre l'État islamique dans le Grand Sahara, le général François Lecointre, chef d'État-Major des armées, déclare : « On a atteint un certain point de développement, de restauration de l'Etat malien et d'affaiblissement de l'ennemi. À Ménaka, il y a un véritable retour des habitants, la réinstallation de l'Etat et le retour des forces maliennes, parce qu'ils pensent que l'ennemi est désormais à leur portée. Aujourd'hui, nous nous préparons à une extension dans une autre région contigüe, le Gourma, pour conduire la même action ».

## Forces en présence
Dans le Gourma, malgré plusieurs attaques françaises au cours des mois précédents, les forêts de Serma et Foulsaré, à la frontière avec le Burkina Faso, servent de sanctuaire aux djihadistes de la katiba Gourma du Groupe de soutien à l'islam et aux musulmans, à Ansarul Islam et à quelques éléments de l'État islamique dans le Grand Sahara,. Au Sahel, contrairement à d'autres pays, les groupes affiliés à al-Qaïda et à l'État islamique cohabitent et ne s'affrontent pas.
Le 25 mars 2019, l'armée française lance son offensive dans le Gourma, baptisée « Tiésaba-Bourgou »,. Les Français engagent trois compagnies et les Maliens deux compagnies. Au total, 700 soldats français — 500 sur le terrain et 200 en soutien — et 150 soldats maliens prennent part à l'opération avec 150 véhicules,. L'armée burkinabée déploie également trois compagnies à sa frontière pour tenter de s'opposer à une exfiltration des djihadistes vers le Sud,.
Un nouveau camp est établi à Gossi et est utilisé comme quartier-général,. 
La base aérienne 101 Niamey reçoit également jusqu'à trois chasseurs Mirage et un ravitailleur Boeing C-135 supplémentaires en provenance de N'Djamena.

## Déroulement

### Opération dans la forêt de Fouslaré
L'offensive est lancée le 25 mars, depuis la ville d'Hombori,. Les manœuvres subissent cependant un retard de 48 heures à cause de la météo.
La première phase de l'opération se déroule dans la forêt de Foulsaré,. Dans la nuit du 29 au 30 mars, une patrouille de Mirage et un hélicoptère Tigre frappent un objectif,. Des commandos sont ensuite déposés au sol par des hélicoptères Caïman,. Ces derniers progressent, éclairés par des drones et appuyés par des hélicoptères Tigre.
Le 1er avril, deux sous-groupements infanterie français du groupement tactique désert « Richelieu » et une compagnie de l'armée malienne pénètrent à leur tour dans la zone de Foulsaré pour y conduire des reconnaissances et des fouilles.
Le 2 avril, un VAB saute sur un engin explosif improvisé alors qu'il circulait sur un sentier dans la zone de la forêt de Foulsaré,. Deux soldats sont blessés et évacués vers Gossi par un hélicoptère Caïman, mais l'un d'entre-eux, un capitaine-médecin, succombe le jour même des suites de ses blessures. Cette attaque est revendiquée le 7 avril par le Groupe de soutien à l'islam et aux musulmans. 
Les djihadistes prennent la fuite sans chercher le combat,. Selon l'état-major français cependant, « une véritable plate-forme logistique, protégée par un réseau concentrique de surveillance » est découverte. Des armes, des munitions, des lance-roquettes RPG, des explosifs et du matériel pour la confection d'IED, des véhicules et du matériel de campement sont saisis et détruits,.

### Opération dans la forêt de Serma
La deuxième phase de l'opération a lieu dans la forêt de Serma,. Le 7 avril, quatre frappes aériennes sont effectuées avec l'appui de drones d'observation MQ-9 Reaper, dont une contre un camp d'entraînement au sud de la ville de Boni. Des commandos sont à nouveau déposés au sol, soutenus par un hélicoptère Tigre qui doit très rapidement ouvrir le feu. Les djihadistes subissent cette fois des pertes. La zone d'action est ensuite fouillée et un pick-up, une dizaine de motos, des armes, des munitions et un grand nombre de composants IED sont saisis et détruits.
Le même jour, un combat entre les forces maliennes et les djihadistes a également lieu dans le village de Petedougou, à la frontière avec le Burkina Fasos,.
L'opération s'achève le 11 avril. Elle s'est déroulée sur une zone de 80 kilomètres sur 40.

## Pertes
Le 8 avril, l'armée malienne publie un communiqué dans lequel elle affirme avoir neutralisé quinze djihadistes, récupéré 14 motos, de l'armement, du matériel explosif, des munitions et fait des prisonniers,. 
Le 10 avril, l'armée française annonce pour sa part qu'une trentaine de terroristes ont été mis « hors de combat »,.
Les Français déplorent un mort, le capitaine et médecin des armées Marc Laycuras, de la 120e antenne médicale, tué par un engin explosif le 2 avril,,.